# Panteleimon Romanov
Panteleimon Sergheievici Romanov (în rusă Пантелеймон Серге́евич Романов; n. 12/24 iulie 1884, Regiunea Tula, URSS – d. 8 aprilie 1938, Moscova, RSFS Rusă, URSS) a fost un scriitor rus și sovietic.

## Biografie
Romanov s-a născut într-o familie de nobili din satul Petrovskoe din actuala regiune Tula. După ce a absolvit facultatea de drept la Universitatea de Stat din Moscova, s-a dedicat literaturii. A publicat prima sa povestire în 1911, dar a avut puțin succes înainte de Revoluția Rusă din 1917.
A publicat Copilăria (Детство) în 1920. Deoarece a scris pentru a-și exprima filosofia, nu a fost influențat de lipsa de succes a operei. Anna Gattinger, autoarea unui studiu universitar de masterat cu privire la Patrimoniul literar al lui Panteleimon Romanov, 1883-1938, a scris că opera Copilăria a fost prima lucrare publicată a lui Romanov.
A devenit unul dintre cei mai cunoscuți autori sovietici din anii 1920 și 1930. El și-a câștigat cea mai mare parte a faimei cu povestiri scurte satirice care dezvăluie ignoranța, ineficiența și lașitatea noilor birocrați sovietici și a ajutoarelor acestora. De asemenea, și-a dedicat atenția revoluției sexuale din anii 1920, uneori în lucrări care erau considerate prea grafice pentru standardele contemporane, ca în Fără cireșe (Без черёмухи, 1926).  A scris romane într-o manieră epică, inclusiv Copilăria (1926) și seria sa de cinci volume Rus (Русь, 1922-1936), care prezintă viața rurală din Rusia pre-revoluționară.
La 23 august 1934, Romanov a ținut un scurt, dar important discurs la Primul Congres al Scriitorilor Sovietici. În el, a arătat clar că era un membru entuziast al Partidului Comunist al Uniunii Sovietice, îndemnând scriitorii să „reconstruiască sufletul uman” și să devină „ingineri ai sufletului”. El și-a exprimat susținerea fermă a planurilor cincinale și a obiectivului comunismului.
În 1938, a murit de inimă. Uniunea Scriitorilor Sovietici nu a publicat un necrolog.
În 1964 nu se găseau lucrări publicate ale lui Romanov în Uniunea Sovietică. În acel an, Gattinger a scris că Romanov „nu se numără printre cei care au adus o contribuție demnă la literatura sovietică”.
În cartea din 2007 editată de Grove Press, The Fatal Eggs and Other Soviet Satire, se afirmă că Romanov este „practic necunoscut în Rusia”, deoarece numele lui Romanov a fost „șters din istorie”, cărțile sale au fost scoase din circulație și niciodată nu i s-a acordat nici măcar o reabilitare parțială  în perioada poststalinistă”.

## Lucrări
- Copilărie (1920) [10]
- Rus este o serie de nuvele care au fost scrise inițial ca umoristice, dar care au fost rescrise pentru a fi mai serioase. Gattinger a descris-o ca „cea mai mare operă” a lui Romanov.
- Dreptul de a trăi - un roman [15]
- Tovarășul Kislîiakov (Товарищ Кисляков) - un roman din 1930

Traduceri în română
Povestirile din Ilia Ilf, Evgheni Petrov, Mihail Zoșcenko, Panteleimon Romanov, adunate în Romanța samovarului (proză umoristică); prefață de Marcel Petrișor, Editura Univers, 1976.Povestirile lui Panteleimon Romanov („Insigna”; „Pomană creștinească”; „Tunica albastră”; „Trântorii”; „Despre suflet”; „Săraci cu duhul”; „Fumul”; „Bănet”; „Dar de la Domnul”; „Despre vaci”; „Un om câinos”; „Un lucru ciudat” etc.) au fost traduse de Ecaterina Sișmanian.